# زمین شناسی لسوتو
زمین‌شناسی لسوتو بر پایهٔ سنگ‌های بلورین بسیار قدیمی شکل گرفته است که قدمتی تا ۳٫۶ میلیارد سال دارند و بخشی از کراتون کاپ‌وال به‌شمار می‌روند؛ این کراتون یکی از بخش‌های پایدار و کهن پوستهٔ زمین است. بیشتر سنگ‌های موجود در این کشور از واحدهای سنگ رسوبی و سنگ آتشفشانی تشکیل شده‌اند که به ابرگروه کارو تعلق دارند.
لسوتو به‌خاطر دارا بودن ذخایر گستردهٔ فسیلی، فرسایش شدید ناشی از بارندگی بالا، و نمونهٔ نادری از یخبندان در آفریقای جنوبی در دوران آخرین عصر یخبندان، شناخته‌شده است. این کشور همچنین منابع طبیعی غنی از جمله الماس دارد و دارای بیشترین تراکم لوله‌های کیمبرلیت در جهان است.

## چینه‌شناسی و تاریخ زمین‌شناسی
زمین‌شناسی لسوتو شباهت‌های زیادی با زمین‌شناسی آفریقای جنوبی دارد. سنگ‌های بلورین کراتون کاپ‌وال که بین ۳٫۶ تا ۲٫۵ میلیارد سال پیش شکل گرفته‌اند، پی‌سنگ باستانی این کشور را تشکیل می‌دهند. زمین‌شناسان با استفاده از داده‌های حاصل از حفاری، زینولیت‌های استخراج‌شده از لوله‌های کیمبرلیت و همچنین تطبیق با داده‌های زمین‌شناسی آفریقای جنوبی، توانسته‌اند به شناختی از گذشته زمین‌شناسی عمیق لسوتو دست یابند.
در لایه‌های بالای این پی‌سنگ، تقریباً همهٔ سنگ‌های لسوتو بخشی از ابرگروه کارو هستند که رایج‌ترین واحد چینه‌شناسی در جنوب آفریقا به‌شمار می‌آید. این ابرگروه حدود ۵۱۰ میلیون سال پیش، در یک دره‌ٔ ریفت در جنوب ابرقاره گندوانا آغاز به شکل‌گیری کرد؛ این منطقه در حال حاضر شامل نواحی‌ای از آمریکای جنوبی نیز می‌شود.
قدیمی‌ترین واحد مربوط به ابرگروه کارو در لسوتو، سازند بورخرسدورپ (Burgersdorp Formation) است که در بالای گروه بیوفرت (Beaufort Group) قرار دارد و از ماسه‌سنگ‌های سرخ و ارغوانی با لایه‌های نازک زغال‌سنگ تشکیل شده است.
گروه استورم‌برگ (Stormberg Group) خود به سه سازند تقسیم می‌شود:
سازند مولتنو (Molteno Formation): با ضخامت ۱۵ تا ۳۰۰ متر، محیط دریاچه‌ای در دوره تریاس پسین را ثبت کرده است و دارای فسیل‌های گیاهی و حشرات فراوان است.
سازند الیوت (Elliot Formation): روی سازند مولتنو قرار دارد و شامل ماسه‌سنگ، گل‌سنگ و سیلت‌سنگ به ضخامت ۷۰ تا ۲۵۰ متر است؛ همچنین دارای چوب‌های سیلیسی‌شده و فسیل‌های دایناسور است.
سازند کلارنس (Clarens Formation): با ضخامت ۱۵ تا ۲۵۰ متر، در بالای الیوت قرار گرفته و شامل ماسه‌سنگ، سیلت‌سنگ و نوارهای نازک چرت است.
در دوران ژوراسیک پیشین، سنگ‌های آتشفشانی غنی از آمیگدال (amygdale) متعلق به سازند لسوتو (Lesotho Formation) که بخشی از گروه دراکنزبرگ هستند، دنبالهٔ سنگ‌های رسوبی را می‌پوشانند و کوه‌های لسوتو را شکل می‌دهند. این سازند از لایه‌ای بازالتی به ضخامت ۱٫۶ کیلومتر تشکیل شده که از ماگمای تولئیتی منجمد شده‌اند. این لایه‌ها شامل بازالت‌های طنابی هستند که به‌طور گسترده با بیش از ۷۰ دهانهٔ آتشفشانی و بیش از ۱۰۰۰ دایک و سیل قطع شده‌اند. احتمال می‌رود لوله‌های کیمبرلیت در دوران کرتاسه و هم‌زمان با پایان فعالیت‌های آتشفشانی پدید آمده باشند.
در دوران نوزیستی, لسوتو بارندگی فراوانی را تجربه کرده و از معدود نقاط جنوب آفریقا بوده است که در دوران یخچالی پلیستوسن یخ‌بندان را پشت سر گذاشته است. این فرسایش شدید باعث تشکیل نهشته‌هایی از سنگ‌ریزه، ماسه و رس در دره‌های کم‌ارتفاع شده است که ضخامت آن‌ها تا ۲۰ متر نیز می‌رسد. در زبان محلی، فرورفتگی‌های پرشیب و عمیق که در این مواد شکل گرفته‌اند، به نام دونگا (Donga) شناخته می‌شوند.

## زمین‌شناسی ساختاری و تکتونیک
لسوتو یک ناودیس درون حوضه کارو در جنوب آفریقا را تشکیل می‌دهد. سنگ‌های رسوبی متعلق به ابرگروه کارو در این کشور، در سه دوره متفاوت—پیش از شکل‌گیری، در حین شکل‌گیری، و پس از پیدایش رشته‌کوه‌های دراکنزبرگ—دچار تغییر شکل زمین‌ساختی شده‌اند.
در میان ساختارهای تکتونیکی کشور، گسل هلسپورت (Hellspoort fault) بزرگ‌ترین گسل شناسایی‌شده است که با امتداد شمال‌شرق–جنوب‌غرب در نزدیکی شهر مافتنگ (Mafeteng) قرار دارد و دارای جابه‌جایی قائم در حدود ۳۰۰ متر است. افزون بر آن، گسل‌های کوچکتر دیگری نیز در نقاط مختلف کشور وجود دارند.

## آب‌زمین‌شناسی
بیش از ۵۰٪ از سطح سرزمین لسوتو بر روی سفره‌های آب زیرزمینی آذرین شکسته‌شده قرار دارد؛ از جمله بازالت با نفوذپذیری پایین متعلق به سازند لسوتو. سفره‌های آب مرتبط با دایک‌های دولریت، به دلیل دمای بالای تهاجم ماگمایی و ایجاد شکستگی در سنگ‌های اطراف، دارای بهره‌وری بالایی از لحاظ آب‌دهی در امتداد این شکستگی‌ها هستند.
ماسه‌سنگ‌های متعلق به سازند کلارنس، سازند الیوت و سازند بورخردورپ سفره‌های آب کوچکی با کیفیت پایین یا متوسط تشکیل می‌دهند، اما سازند مولتنو به عنوان بهترین سفره آب در لسوتو شناخته می‌شود؛ چرا که دارای میزان برداشت بالا و چشمه‌های متعدد است.
ناهمواری‌های شدید زمین، بارش فراوان و ذوب برف موجب شده‌اند که لسوتو در معرض خطر بالای زمین‌لغزش قرار داشته باشد.

## زمین‌شناسی منابع طبیعی
لسوتو دارای ذخایر گسترده‌ای از الماس است که هم در کیمبرلیت‌ها و هم در رسوبات آبرفتی یافت می‌شوند. این کشور بیشترین تراکم توده‌های کیمبرلیتی در جهان را دارد؛ در مجموع بیش از ۴۰۰ مورد که شامل ۳۴۳ دایک، ۳۹ لوله آتشفشانی (pipe) و ۲۳ توده غیرمعمول (blow) هستند. در شمال لسوتو، به‌طور میانگین در هر ۱۰ کیلومتر مربع یک ساختار کیمبرلیتی وجود دارد. با وجود این ذخایر قابل‌توجه، تنها تعداد کمی از این مناطق استخراج می‌شوند و تحقیقات بر روی منابع آبرفتی همچنان ادامه دارد.
اَبَرگروه کارو میزبان ذخایر اورانیوم با عیار پایین و احتمالاً زغال‌سنگ و متان بستر زغال‌سنگ است، اگرچه بخش زیرین کارو که دارای لایه‌های زغال‌سنگ است، در سطح لسوتو برون‌زد ندارد.
استخراج مصالح ساختمانی در لسوتو شامل بهره‌برداری از رسوبات کواترنری (چهارگانه)، بازالت‌های ریزدانه متعلق به گروه دراکنسبرگ و ماسه‌سنگ‌های سازندهای الیوت، مولتنو و کلارنس نیز رواج دارد.